# Go (The Chemical Brothers)
Go è un singolo del duo di musica elettronica britannico The Chemical Brothers, pubblicato nel 2015 ed estratto dall'album Born in the Echoes.
Al brano ha collaborato, anche se non è accreditato, il rapper statunitense Q-Tip.

## Tracce
- Download digitale

1. Go – 4:20

## Video
Il videoclip della canzone è stato diretto dal registra francese Michel Gondry.

## Classifiche
| Classifiche (2015) | Posizione massima |
| ------------------ | ----------------- |
| Regno Unito        | 46                |